# Плавання на літніх Олімпійських іграх 2024 — естафета 4x200 метрів вільним стилем (жінки)
Змагання з плавання в естафеті 4x200 метрів вільним стилем серед жінок на літніх Олімпійських іграх 2024 відбудуться 1 серпня на Арені Дефанс.

## Рекорди
Перед змаганнями чинні світовий та олімпійський рекорди були такі:
| Світовий рекорд     | - Австралія (AUS) - Моллі О'Каллаган (1:53.66) - Шейна Джек (1:55.63) - Бріанна Тросселл (1:55.80) - Аріарн Тітмус (1:52.41) | 7:37.50 | Фукуока (Японія) | 27 липня 2023 |
| Олімпійський рекорд | КНР (CHN)- Ян Цзюньсюань (1:54.37) - Тан Мухань (1:55.00) - Чжан Юйфей (1:55.66) - Лі Бінцзє (1:55.30)                       | 7:40.33 | Токіо, Японія    | 30 липня 2021 |

## Формат змагань
Змагання складаються з двох раундів: попередні запливи та фінал. Збірні, що показали 8 найкращих результатів у попередніх запливах, виходять до фіналу. У тому разі, коли на останнє місце потрапляння до фіналу претендують дві чи більше збірні з однаковим часом, передбачено перепливання.

## Розклад
Вказано центральноєвропейський час (UTC+1)
| Дата          | Час   | Раунд |
| ------------- | ----- | ----- |
| 1 серпня 2024 | 10:00 | Heats |
| 1 серпня 2024 | 20:30 | Фінал |

## Результати

### Попередні запливи
| Місце | Заплив | Доріжка | Плавчині | Час     | Нотатки |
| ----- | ------ | ------- | --- | ------- | ------- |
| 1     | 2      | 4       | Австралія (AUS) Лані Паллістер (1:55.74) Джеймі Перкінс (1:56.78) Бріанна Тросселл (1:55.82) Шейна Джек (1:57.29)                      | 7:45.63 | Q       |
| 2     | 2      | 2       | Угорщина (HUN) Ніколетт Падар (1:57.82) Мінна Абрахам (1:57.48) Айна Кешей (1:58.97) Панна Уґраї (1:57.98)                             | 7:52.25 | Q       |
| 3     | 2      | 5       | Китай (CHN) Тан Мухань (1:59.31) Кун Яці (1:59.33) Ґе Чутун (1:57.88) Лю Ясінь (1:55.84)                                               | 7:52.36 | Q       |
| 4     | 1      | 4       | США (USA) Анна Пепловскі (1:57.98) Ерін Ґеммелл (1:56.77) Сімоне Мануель (1:58.50) Алекс Шейкелл (1:59.47)                             | 7:52.72 | Q       |
| 5     | 1      | 3       | Бразилія (BRA) Марія Фернанда Коста (1:56.89) Стефані Балдуччіні (1:57.93) Марія Паула Гайтманн (1:59.43) Габріелле Ронкатто (1:58.56) | 7:52.81 | Q       |
| 6     | 2      | 3       | Канада (CAN) Емма О'Кройнін (2:00.27) Елла Янсен (1:58.25) Жулі Бруссо (1:57.93) Мері-Софі Гарві (1:56.58)                             | 7:53.03 | Q       |
| 7     | 1      | 5       | Велика Британія (GBR) Фрея Андерсон (1:57.31) Еббі Вуд (1:57.15) Люсі Гоуп (1:59.29) Меді Гарріс (1:59.74)                             | 7:53.49 | Q       |
| 8     | 1      | 6       | Нова Зеландія (NZL) Еріка Фейрветер (1:56.04) Їв Томас (1:59.29) Кейтлін Дінс (1:59.11) Латіша-Лей Трансом (1:59.93)                   | 7:54.37 | Q       |
| 9     | 2      | 1       | Італія (ITA) Софія Моріні (1:58.26) Джулія Д'Інноченцо (1:58.43) Матільде Б'яджотті (1:59.23) Джулія Рамателлі (1:59.37)               | 7:55.29 |         |
| 10    | 1      | 1       | Німеччина (GER) Ізабель Марі Ґозе (1:58.63) Ніколь Маєр (1:58.76) Юлія Мрозінскі (1:59.64) Неле Шульце (1:58.54)                       | 7:55.57 |         |
| 11    | 2      | 7       | Ізраїль (ISR) Анастасія Горбенко (1:58.30) Дарія Головати (1:58.02) Айла Спітц (2:01.02) Леа Полонскі (1:58.65)                        | 7:55.99 |         |
| 12    | 2      | 6       | Нідерланди (NED) Янна ван Котен (1:59.86) Імані де Йонґ (2:00.74) Сілке Голкенборґ (2:00.19) Марріт Стінберген (1:56.79)               | 7:57.58 |         |
| 13    | 1      | 2       | Японія (JPN) Ікемото Наґіса (1:58.68) Коборі Вака (1:58.53) Макіно Хіроко (2:00.68) Сірай Ріо (2:01.21)                                | 7:59.10 |         |
| 14    | 1      | 7       | Франція (FRA) Люсіль Тессаріоль (2:00.01) Ассія Туаті (2:00.11) Маріна Жель (1:59.61) Анастасія Кирпичникова (2:00.25)                 | 7:59.98 |         |
| 15    | 2      | 8       | Іспанія (ESP) Марія Даса (2:01.42) Альба Ерреро (1:59.43) Паула Хусте (1:59.54) Айноа Кампабадаль (1:59.84)                            | 8:00.23 |         |
| 16    | 1      | 8       | Туреччина (TUR) Ґізем Ґювенч (1:59.72) Ела Наз Оздемір (2:00.99) Еджем Дьонмез (2:01.55) Зехра Більґін (2:02.92)                       | 8:05.18 |         |

### Фінал
| Місце | Доріжка | Команда | Час     | Нотатки |
| ----- | ------- | --- | ------- | ------- |
| 1     | 4       | Австралія (AUS) Моллі О'Каллаган (1:53.52) Лані Паллістер (1:55.61) Бріанна Тросселл (1:56.00) Аріарн Тітмус (1:52.95)                 | 7:38.08 | OR      |
| 2     | 6       | США (USA) Клер Вайнстайн (1:54.88) Пейдж Мадден (1:55.63) Кейті Ледекі (1:54.93) Ерін Ґеммелл (1:55.40)                                | 7:40.86 |         |
| 3     | 3       | Китай (CHN) Ян Цзюньсюань (1:54.52) Лі Бінцзє (1:55.05) Ґе Чутун (1:57.45) Лю Ясінь (1:55.32)                                          | 7:42.34 |         |
| 4     | 7       | Канада (CAN) Мері-Софі Гарві (1:56.33) Елла Янсен (1:57.50) Саммер Макінтош (1:53.97) Жулі Бруссо (1:58.25)                            | 7:46:05 |         |
| 5     | 1       | Велика Британія (GBR) Фрея Колберт (1:55.95) Еббі Вуд (1:56.57) Фрея Андерсон (1:56.15) Люсі Гоуп (1:59.56)                            | 7:48.23 |         |
| 6     | 5       | Угорщина (HUN) Ніколетт Падар (1:56.14) Мінна Абрахам (1:57.23) Айна Кешей (1:59.45) Панна Уґраї (1:57.70)                             | 7:50.52 |         |
| 7     | 2       | Бразилія (BRA) Марія Фернанда Коста (1:56.06) Стефані Балдуччіні (1:57.32) Марія Паула Гайтманн (2:00.54) Габріелле Ронкатто (1:58.98) | 7:52.90 |         |
| 8     | 8       | Нова Зеландія (NZL) Еріка Фейрветер (1:56.82) Їв Томас (1:59.48) Кейтлін Дінс (1:59.79) Латіша-Лей Трансом (1:59.80)                   | 7:55.89 |         |